# The Swimmer
The Swimmer (v originále השחיין [ha-sachjan]) je izraelský hraný film z roku 2021, který režíroval Adam Kalderon podle vlastního scénáře. Snímek měl světovou premiéru na filmovém festivalu v Jeruzalémě dne 30. srpna 2021.

## Děj
Erez je nadějný plavec, který přijíždí na soustředění, jehož vítěz se bude moci účastnit nadcházejících letních olympijských her. Trenér Dimo se ze svých pěti svěřenců snaží dostat co nejvyšší výkon a má je neustále pod kontrolou. Neunikne mu proto, že Ereze přitahuje plavec Nevo. Ereze důrazně varuje, aby myslel pouze na postup na olympiádu a vše ostatní tomu podřídil. Erez je tak pod tlakem trenéra i svého ambiciózního otce.

## Obsazení
| Omer Perelman Striks | Erez        |
| Asaf Jonas           | Nevo Yasur  |
| Ofek Nicki-Cohen     | Dan Shaked  |
| Gal Ben Amra         | Yoav        |
| Roy Reshef           | Nadav       |
| Nadia Kucher         | Paloma      |
| Igal Reznik          | Dima        |
| Aviv Karmi           | Yael Kalman |
| Gil Vaserman         | Eitan       |
| May Kurtz            | Maya        |
| Yarden Tusia-Cohen   | Liat        |
| Nili Tserruya        | novinářka   |